# Nordisk Forening for Leksikografi
Nordisk Forening for Leksikografi (forkortet NFL) er en nordisk faglig forening stiftet i 1991 med det formål at fremme praktisk og videnskabelig ordbogsarbejde i de nordiske lande. Foreningen afholder konferencer, udgiver faglitteratur og fungerer som netværk for leksikografer og ordbogsinteresserede i Norden.

## Historie
NFL blev stiftet i Oslo i forbindelse med den første Konference om Leksikografi i Norden i 1991. Siden har foreningen arrangeret konferencer hvert andet år i skiftende nordiske lande. Foreningen har i hele sin levetid samarbejdet med forskellige nordiske sprogorganer og modtaget støtte fra Nordisk Ministerråds sprogprogrammer.

## Formål og virke
Foreningens erklærede formål er at
- arbejde for udviklingen af praktisk og videnskabeligt ordbogsarbejde i Norden,
- styrke samarbejdet mellem leksikografer i de nordiske lande,
- fremme publicering og formidling af leksikografisk viden.

## Publikationer

### LexicoNordica
LexicoNordica er et videnskabeligt tidsskrift udgivet af Nordisk Forening for Leksikografi siden 1994. Det indeholder fagfællebedømte artikler om leksikografiske emner, værkstedsrapporter og ordbogsanmeldelser. Tidsskriftet udkommer som regel én gang årligt og har særlig fokus på nordisk leksikografi.
Tidligere numre er frit tilgængelige online via tidsskrift.dk.

### Nordiske Studier i Leksikografi
Nordiske Studier i Leksikografi (ofte forkortet NSL) er en skriftserie med artikler fra de nordiske leksikografikonferencer. Hvert bind rummer redigerede og fagfællebedømte bidrag baseret på foredrag fra den foregående konference. Serien har været udgivet siden 1993 og fungerer som en dokumentation af aktuelle tendenser og forskning i nordisk leksikografi.
Serien er tilgængelig online via tidsskrift.dk.

## Konferencer
NFL har organiseret en række nordiske konferencer om leksikografi siden 1991. Disse konferencer udgør en væsentlig platform for erfaringsudveksling, netværksdannelse og forskning blandt nordiske leksikografer.
De seneste konferencer er foregået i Helsinki (2019), Lund (2022 – udskudt pga. corona), Bergen (2023) og Vejle (2025). Den næste konference vil efter planen finde sted i Reykjavik i 2027.